# Dídac Vilà Rosselló
Dídac Vilà Rosselló (Barcelona, 9 de juny de 1989) és un exfutbolista professional català que jugava com a lateral esquerre. Va ser internacional amb la selecció catalana.

## Trajectòria esportiva
Format a l'Ametlla C.F. va fitxar pel RCD Espanyol amb vuit anys gràcies a Nico Roselló que el va portar com a entrenador tota la vida. Va debutar amb el primer equip la temporada 2008-2009 en un partit de Copa del Rei contra el FC Barcelona al Camp Nou. La temporada següent va debutar a Primera divisió.
El 28 de gener de 2011 es va fer oficial el seu traspàs a l'AC Milan, per 4 milions d'euros més dos per condicions variables.
La temporada següent, el València CF va arribar a un acord amb l'AC Milan per tal que el jugador fóra cedit al club merengot. Tanmateix, el Vilà no va passar la revisió mèdica, i el cos tècnic valencianista va descartar la seua incorporació per por que la pubàlgia detectada poguera afectar el seu rendiment.
El juny del 2013 el jugador fou cedit al Reial Betis amb una opció de compra de 2 milions d'euros. Després de no jugar massa amb el Betis i de retornar a Milà, el 16 d'agost de 2014 fou novament cedit, aquest cop a la SD Eibar.
L'agost de 2017 va retornar al RCD Espanyol amb un contracte per tres anys, després d'un llarg procés de desvinculació del seu club anterior, l'AEK d'Atenes. El 9 de juny de 2022 l'Espanyol va fer oficial que no renovaria el jugador per a la temporada següent.

## Internacional

### Selecció catalana
El 30 de desembre de 2011 va disputar amb la selecció catalana el Trofeu Catalunya Internacional 2011,  contra la selecció de Tunísia, un partit disputat a l'Estadi Olímpic Lluís Companys, que va acabar en empat a 0.
El 25 de març de 2019 va disputar amb la selecció catalana el partit contra Veneçuela, que va acabar amb victòria catalana per 2 a 1, a Montilivi.

### Espanya
El juny de 2011 formà part de la selecció espanyola de futbol Sub-21 que va guanyar el Campionat d'Europa de futbol sub-21 de 2011, celebrat a Dinamarca.

## Palmarès
| Títol                             | Club                 | País      | Any       |
| --------------------------------- | -------------------- | --------- | --------- |
| Copa de Campions de Lliga juvenil | RCD Espanyol Juvenil | Catalunya | 2007-2008 |
| Tercera Divisió                   | RCD Espanyol B       | Catalunya | 2008-2009 |
| Copa Catalunya                    | RCD Espanyol         | Catalunya | 2011      |